# Baraeus gracilentus
Baraeus gracilentus là một loài bọ cánh cứng trong họ Cerambycidae.